# IC 1625
IC 1625 је елиптична галаксија у сазвјежђу Феникс која се налази на листи објеката дубоког неба у Индекс каталогу.
Деклинација објекта је - 46° 54' 30" а ректасцензија 1h 7m 42,6s. Привидна величина (магнитуда) објекта IC 1625 износи 12,0 а фотографска магнитуда 13,0. Налази се на удаљености од 92,759 милиона парсека од Сунца. IC 1625 је још познат и под ознакама ESO 243-33, AM 0105-471, DRCG 41-29, PGC 4001.